# Campanula drabifolia
Espèce
Classification APG III (2009)
Campanula celsii est une espèce de campanule native de Grèce.

## Synonymes
- Campanula creutzburgii Greuter
- Campanula pinatzii Greuter & Phitos
- Campanula rhodensis A. DC.
- Roucela drabifolia Dumort.

## Description
Cette campanule se distingue des espèces proches par son stigmate à trois lobes et par le tube du calice blanc.

## Biologie
La période de floraison s'étend de mars à juin

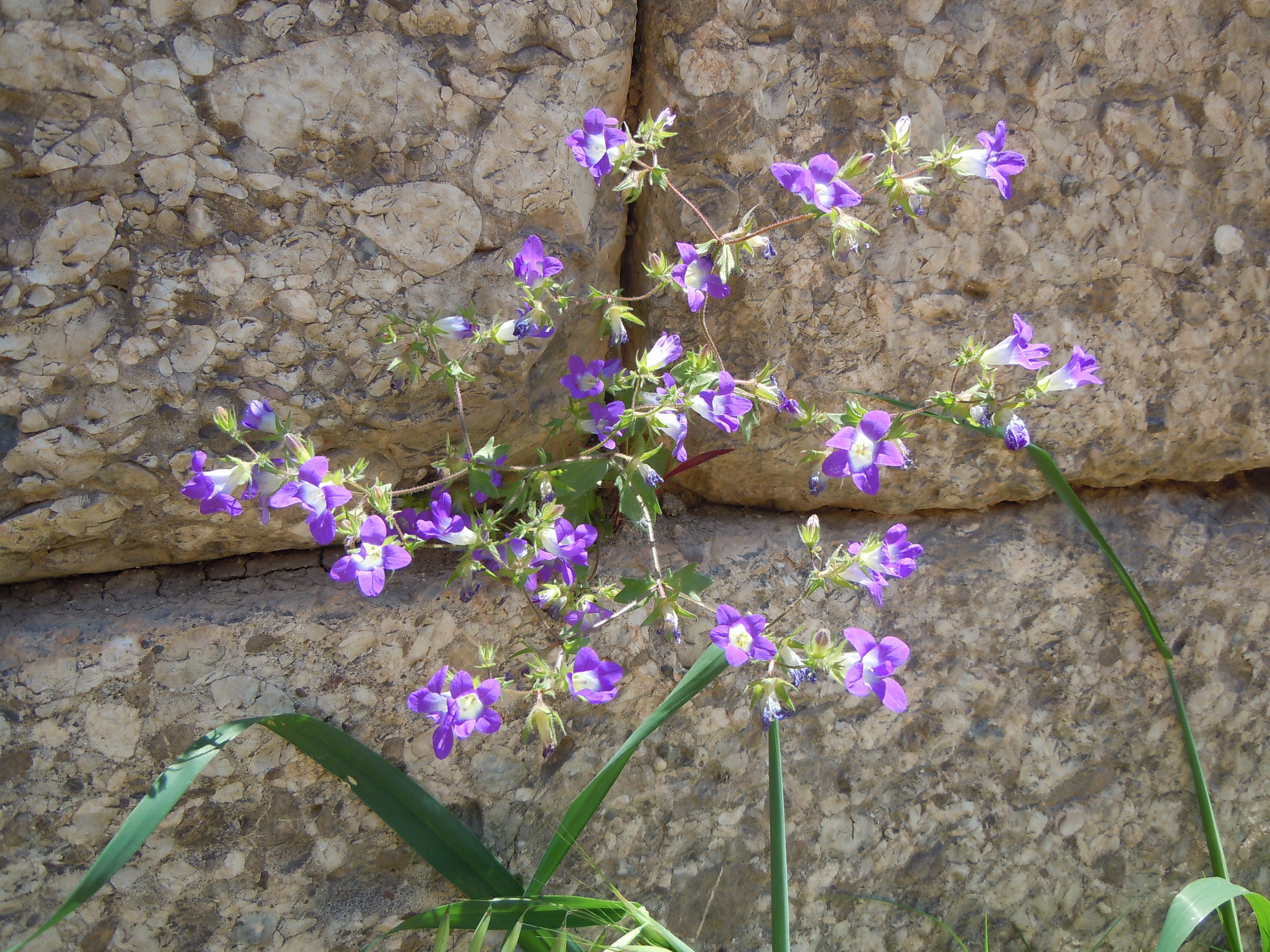
Campanula drabifolia sur un mur à Mycènes.